# Fair Em
Fair Em, the Miller's Daughter of Manchester (Fair Em, a Filha de Miller de Manchester, numa tradução literal) é uma peça de teatro cômica isabelina, escrita por 1590. Foi incluída junto com Mucedorus e The Merry Devil of Edmonton em um volume etiquetado como "Shakespeare. Vol. I" na biblioteca de Charles II de Inglaterra - embora a opinião de certos estudiosos desconsidere a autoria da peça por parte de William Shakespeare.